# Вильнав-пре-Беарн
Вильна́в-пре-Беа́рн (фр. Villenave-près-Béarn, окс. Vièlanava) — коммуна во Франции, находится в регионе Юг — Пиренеи. Департамент — Верхние Пиренеи. Входит в состав кантона Вик-ан-Бигор. Округ коммуны — Тарб.
Код INSEE коммуны — 65476.

## География

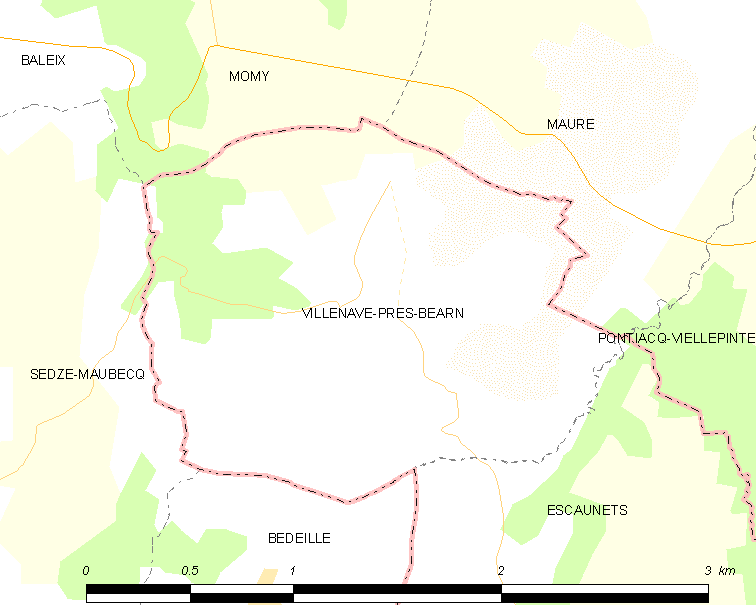
Карта коммуны

Коммуна расположена приблизительно в 640 км к югу от Парижа, в 130 км западнее Тулузы, в 21 км к северо-западу от Тарба.
На востоке коммуны протекает река Луэт.

## Климат
Климат умеренно-океанический с солнечной тёплой погодой и обильными осадками на протяжении практически всего года.

## Население
Население коммуны на 2010 год составляло 70 человек.
| 1962 | 1968 | 1975 | 1982 | 1990 | 1999 | 2010 |
| ---- | ---- | ---- | ---- | ---- | ---- | ---- |
| 103  | 93   | 82   | 60   | 59   | 52   | 70   |

## Администрация
| Период | Период | Фамилия        | Партия | Примечания |
| ------ | ------ | -------------- | ------ | ---------- |
| 2001   | 2014   | Марсель Ламарк |        |            |
| 2014   | 2020   | Серж Курне     |        |            |

## Экономика
В 2010 году среди 39 человек трудоспособного возраста (15-64 лет) 33 были экономически активными, 6 — неактивными (показатель активности — 84,6 %, в 1999 году было 79,2 %). Из 33 активных жителей работали 31 человек (18 мужчин и 13 женщин), безработных было 2 (1 мужчина и 1 женщина). Среди 6 неактивных 5 человек были учениками или студентами, 0 — пенсионерами, 1 был неактивным по другим причинам.